# Rhabdomolgus
Rhabdomolgus is een geslacht van zeekomkommers uit de familie Synaptidae.

## Soorten
- Rhabdomolgus ruber Keferstein, 1862

Niet geaccepteerde namen
- Rhabdomolgus fuscus Keferstein, 1863, nomen nudum, = Rhabdomolgus ruber
- Rhabdomolgus novaezealandiae Dendy & Hindle, 1907 geaccepteerd als Kolostoneura novaezealandiae (Dendy & Hindle, 1907)